# کاخ دستگرد
کاخ دستگرد یا دستگرد خسرو یا قلعه دستگرد اقامتگاه خسرو پرویز بود. نویسندگان عرب آن را الدسکره یا دسکره الملک می خوانده‌اند. محل کاخ دستگرد، در کنار یک شاهراه نظامی بود که از بغداد به همدان می‌رفت. این کاخ ۱۰۷ کیلومتر از پایتخت تیسفون، فاصله داشته و نزدیک شهر قدیم ارتمیته قرار داشته‌است.
هرتسفلد عقیدهٔ بعضی از مورخان عرب را که بنای این شهر را به هرمز یکم نسبت داده‌اند رد کرده است.
بسیار ممکن است که شهر و کاخ دستگرد قبل از خسرو پرویز هم وجود داشته ولی مسلماً از زمان انوشیروان به بعد پادشاهان ساسانی توقف در عراق را بر سایر نقاط ترجیح داده و مخصوصاً در ناحیهٔ بین تیسفون و حلوان مقام کرده اند.
ویرانهٔ دستگرد که امروز موسوم به زندان است. در زمان جغرافی نگار عرب موسون به ابن رسته حدود ۹۰۳ میلادی حصار آجری دستگرد سالم بوده است ولی امروز جز یک قطعه بطول ۵۰۰ متر تقریباً از این دیوار بر جای نیست.
دوازده برج سالم و چهار برج خراب در آنجا دیده می‌شود. بنابر رأی هرتسفلد، حصار دستگرد محکمترین حصار آجری‌ای است که از عهود قدیم در آسیای غربی باقی مانده است، به استثنای دیواری که بانی آن بخت النصر (نبوکدونصر) است. در داخل این حصار آثار ویرانه‌ای دیده نمی‌شود و سبب خرابی کاخ و ابنیهٔ آن هراکلیوس امپراتور بیزانس بوده‌است.
در سال ۶۲۷ میلادی در نبرد نینوا، هراکلیوس کاخ دستگرد را تصرف کرد. هراکلیوس پس از تصرف، یک جشن مذهبی پر مسرت را، در کاخ متروک شدهٔ خسرو برگزار کرد. سیصد پرچم به غنیمت گرفته شدهٔ رومی که در طی جنگهای سابق، همچون نشانه‌های شکست روم، به دست ایرانیان افتاده بود، همراه با غنایم بسیار دیگر که در خزائن کاخ بود، به دست قشون روم غارت شد. 
بنابر روایت ثئوفانس قیصر در آنجا مقادیری کثیر، سیم غیر مسکوک و خوانچه‌هایی که برای جشنهای دینی بکار می‌رفته و فرش‌های زربافت و پارچه‌های ابریشمی و جامه‌های حریر و پیراهن سفید بیشمار و شکر و زنجبیل و فلفل و غیره بدست آورد و مقدار بسیار عود و مواد معطر دیگر یافت. در باغ بزرگی که جزء قصر خسرو بود، و آنرا فردوس می‌گفتند شترمرغ، غزال، گورخر، طاووس، و تذرو و شیر و پلنگ بسیار بود. این محوطه ظاهراً شکارگاه خسرو بود که نقش آنرا در جدار جنبین طاق بزرگ طاق بستان می‌بینیم. 
سپس هراکلیوس به انتقام شهرهایی که لشکر ایران در روم، ویران کرده بودند، این کاخ را با خاک یکسان کرد. 
چون غیبگویان به خسرو پرویز گفته بودند که اقامت در تیسفون بر او نامبارک خواهد بود، از سال ۶۰۴ میلادی تا زمانی که هراکلیوس بر او تاخت و دستگرد را تصرف کرد، به تیسفون نرفت و اقامتگاه مطبوع او کاخ دستگرد بود.